# Cetea (Galda)
Cetea je lijevi pritok rijeke Galda u Rumunjskoj. Ulijeva se u Galdu u Benicu. Duljina joj je 15 km, a površina porječja 27 km2.